# Illustrationes Florae Novae Hollandiae

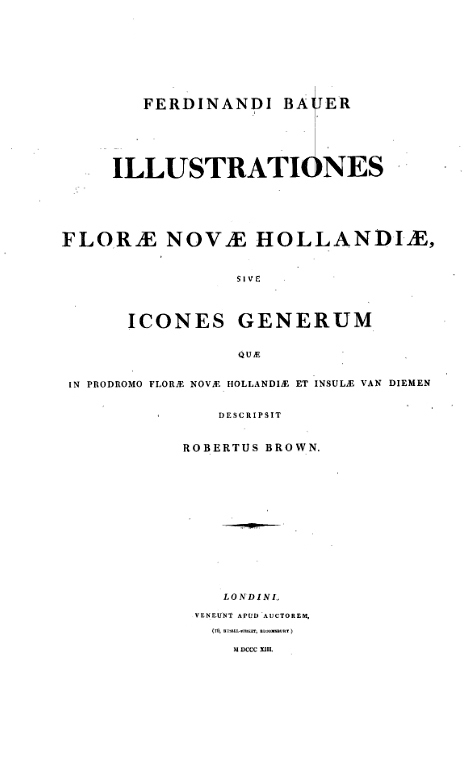
Karta tytułowa albumu

Illustrationes Florae Novae Hollandiae – album rysunków flory Australii, wydany w Oxfordzie w roku 1813 przez rysownika austriackiego Ferdinanda Lucasa Bauera.
Podstawą do opracowania albumu były rysunki Bauera, zgromadzone w latach 1801–1805 podczas wyprawy do Australii statkiem Investigator pod kierownictwem Matthew Flindersa przy współpracy botanika Roberta Browna. Bauer osobiście rytował ryciny i kolorował ręcznie odbitki, gdyż nie chciał powierzać tej odpowiedzialnej pracy innym rytownikom. W roku 1813 ukazały się trzy wydania albumu. Ogółem sprzedano mniej niż 50 egzemplarzy. Wydawnictwo nie przyniosło spodziewanego dochodu. 
Bauer opracował i wydał uprzednio podobny album Flora Graeca.

## Bibliografia

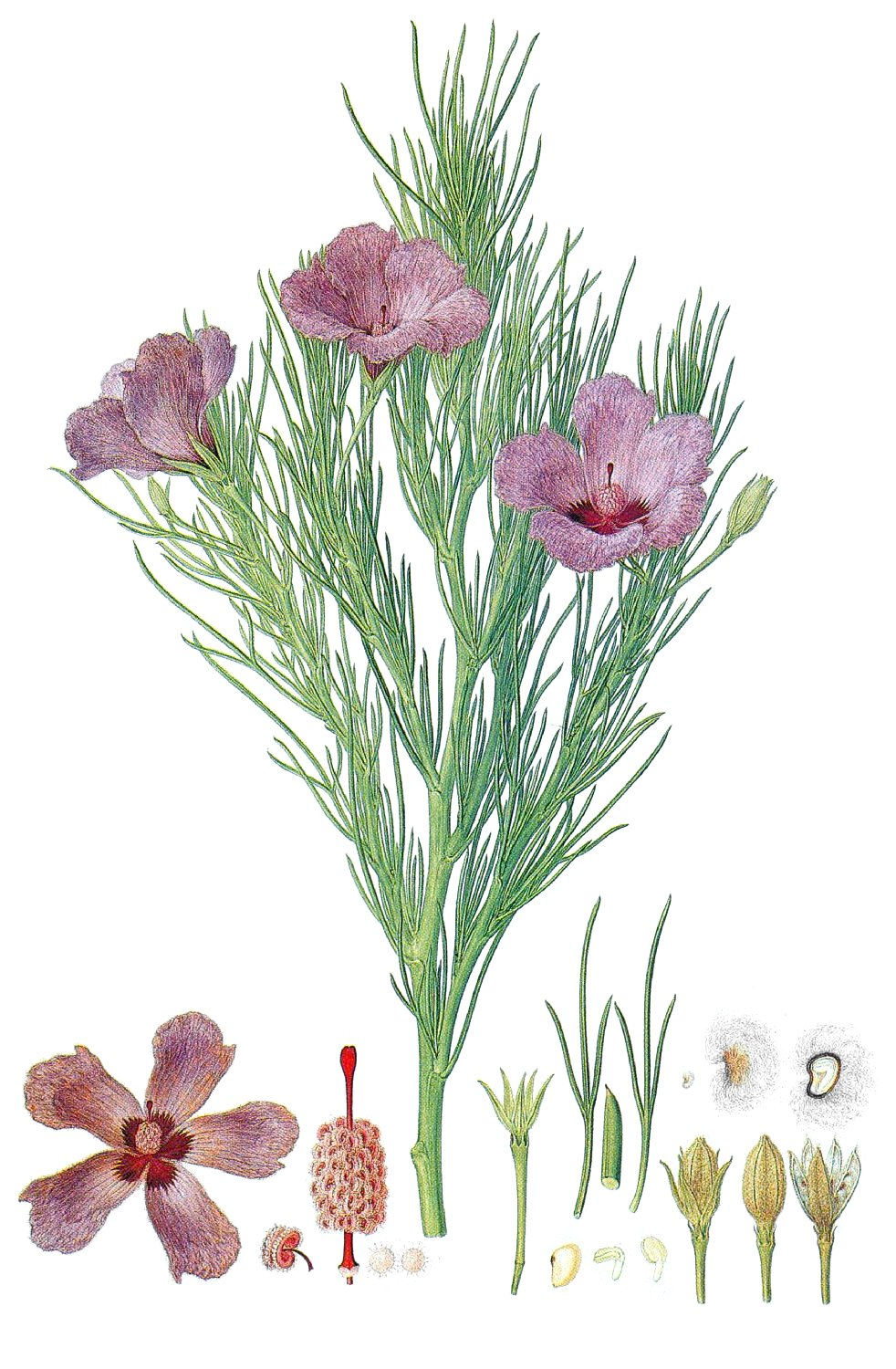
Alyogyne hakeifolia
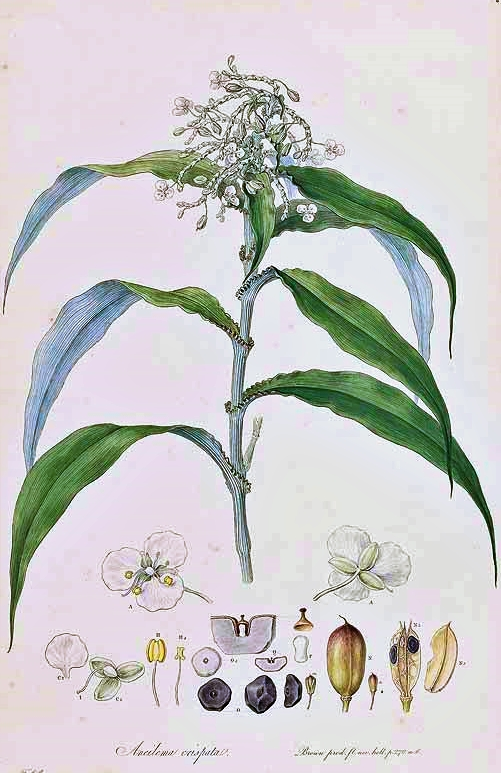
Aneilema crispata
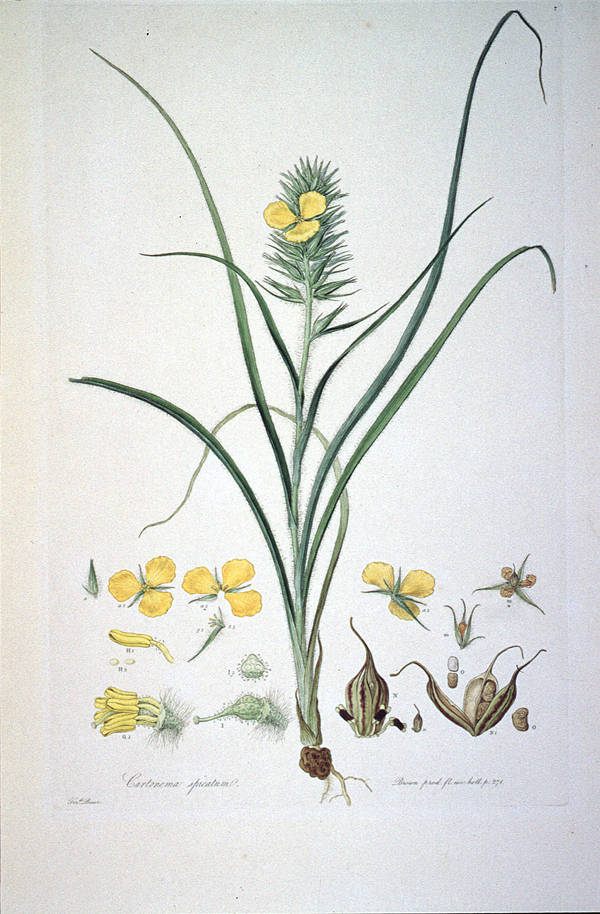
Cartonema spicatum
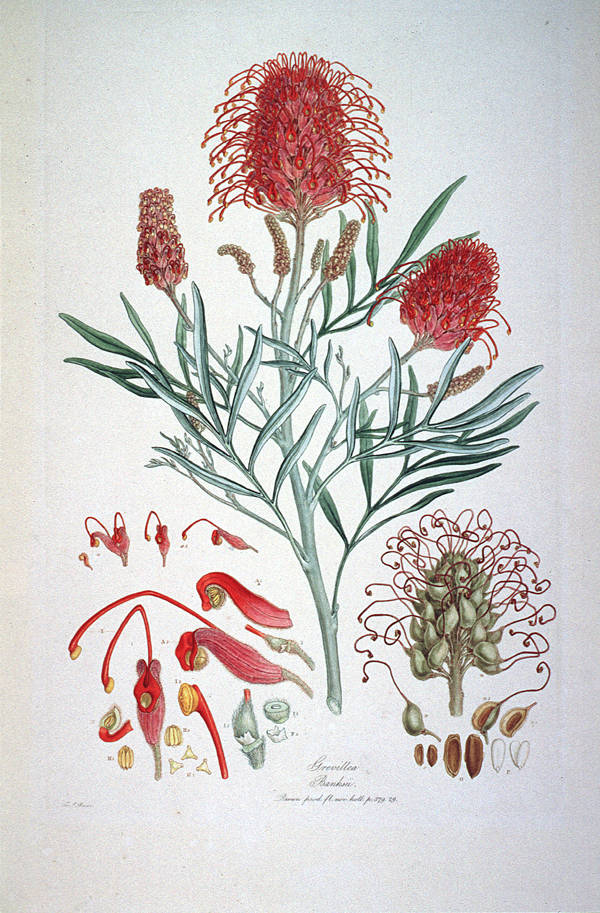
Grevillea Banksii